# ズィーバッド村のホソイトスギ
ズィーバッド村のホソイトスギ（ペルシア語: سرو زیبد Sarv-e Zibad）は、イランのラザヴィー・ホラーサーン州 、ゴナーバード郡のズィーバッド村にあるホソイトスギ（Cupressus sempervirens）の木である。 国の自然遺産としてイランの文化遺産・観光・手工芸省により保護されており、有名な観光名所である。高さは20メートル、幹の周囲11.5メートル、枝の周囲18メートル。2千年以上前のものと推定されており、おそらくイランで2番目に古い生物形態である。
樹齢を正確に把握することは困難であるが、この木の樹齢は2000年から3000年と推定されている。 砂漠と雨の少ない乾燥した場所にもかかわらず、周辺の自然条件が、この木の長い樹齢の主な原因と認められている。